# Islas Hannam
Las islas Hannam (66°55′S 142°58′E / -66.917, 142.967) son tres islas pequeñas que se encuentran en el sector este de la bahía Commonwealth en la Antártida. Las islas se encuentran entre el cabo Denison y el cabo Gray, en la bahía de la Commonwealth. 
Las islas fueron descubiertas por la Expedición Antártica Australiana (1911–1914) al mando de Douglas Mawson, quien las nombró Walter H. Hannam, en honor al radiotelegrafista de la expedición.

## Reclamación territorial
Las islas son reclamadas por Australia como parte del Territorio Antártico Australiano, pero esta reclamación está sujeta a las disposiciones del Tratado Antártico.